# Euderomphale hyalina
Euderomphale hyalina är en stekelart som först beskrevs av Compere och Annecke 1961.  Euderomphale hyalina ingår i släktet Euderomphale och familjen finglanssteklar. Inga underarter finns listade i Catalogue of Life.